# 赵云庙
赵云庙位于河北省石家庄市正定县兴荣东路东端，用以瞻仰凭吊三国时期蜀汉名将、常山真定人赵云。
正定赵云庙在历史上曾三度重修。第三次重修是在清道光年间。1996年，正定县旅游局将旧庙拆建，在原址上第四次重修。1997年落成后，于4月13日正式对游客开放。
重修的赵云庙为仿明清古建筑，四合院格局，前后二进。占地12亩，建筑面积1500平方米，主要建筑为中轴线上的五大殿：山门殿、四义殿、五虎殿、君臣殿、顺平侯殿。庙内保留有赵云故里碑、饮马槽等庙内原存遗物。
1997年6月27日，赵云庙公布为县级重点文物保护单位。
赵云庙周边有著名景点隆兴寺、荣国府。